# Halo 2600
Halo 2600 — игра в жанре action-adventure, выпущенная в 2010 году для игровой системы Atari 2600, производство которой было прекращено в 1992 году. Разработчиком игры является Эд Фрайз, бывший вице-президент по разработке игр в компании Microsoft. Он также принимал участие в приобретении компанией Microsoft разработчика оригинальной серии игр Halo — компании Bungie. Игрок управляет Мастером Чифом, который должен пройти через 64 экрана, сражаясь с разнообразными противниками. При прохождении игры открывается «Легендарный» режим сложности. Halo 2600 была хорошо принята критиками и включена в экспозицию Смитсоновского музея американского искусства.

## Игровой процесс

Скриншот игрового процесса

Halo 2600 представляет собой шутер с элементами action-adventure и является демейком популярной серии Halo для игровой системы Atari 2600. Игровой процесс вдохновлён такими классическими играми Atari, как Adventure и Berzerk. Игра разделена на 64 экрана, которые, в свою очередь, разделены на четыре зоны: открытая местность, база Ковенанта, ледяной мир и зона с финальным боссом. Игрок управляет Мастером Чифом с помощью джойстика. В игре представлены различные виды вооружения и усилители. Как игрок, так и враги могут быть убиты с одного попадания, если не активирован щит. При первом прохождении игры открывается «легендарный режим» с повышенным уровнем сложности.

## Разработка
Эд Фрайз начал разрабатывать видеоигры в подростковом возрасте, создавая у себя дома игры для Atari 800. Во время учёбы в колледже Фрайз прошёл летнюю стажировку в Microsoft и затем устроился в компанию на полноценную работу. К 2000 году Фрайз возглавил Microsoft Game Studios и активно участвовал в подготовке стартовой линейки игр новой игровой системы Xbox. В ходе переговоров с Bungie он координировал процесс покупки этой компании и её разрабатываемого проекта, который позже получил название Halo: Combat Evolved и стал одним из наиболее успешных продуктов для Xbox. Фрайз покинул Microsoft в январе 2004 года, отработав в компании 18 лет.

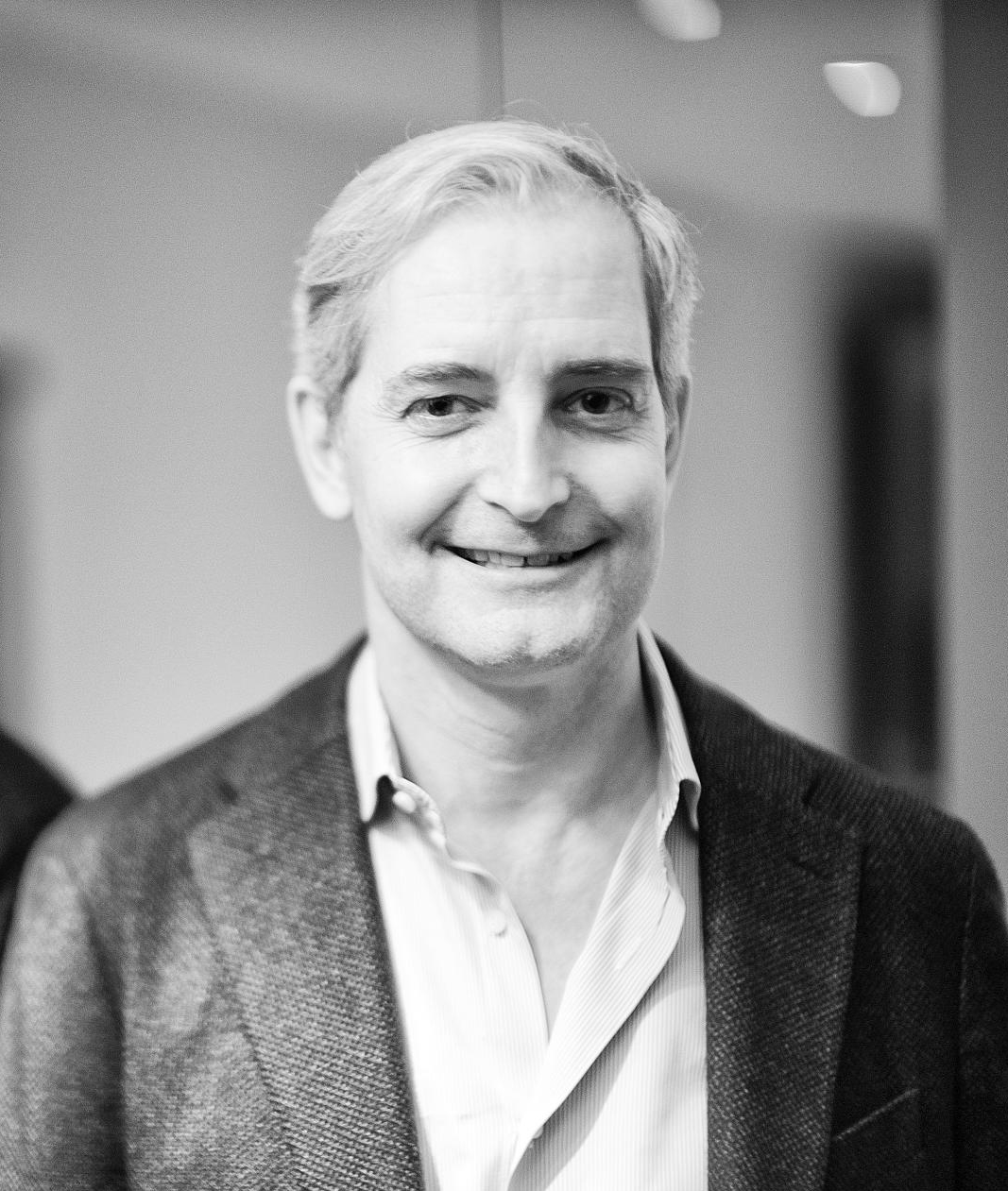
Эд Фрайз (2015)

Вдохновившись книгой «Racing the Beam: The Atari Video Computer System» Иэна Богоста и Ника Монтфорта, посвящённой программированию для Atari 2600, Фрайз принял решение создать свою игру. Сначала Фрайз планировал лишь воссоздать персонажа Мастер Чиф, однако, получив поддержку, он решил довести проект до конца. В этом ему помогло активное сообщество энтузиастов по домашнему программированию, в котором он нашёл эмуляторы, примеры кода и документацию. Хотя производство Atari 2600 прекратилось в 1992 году, платформа сохранила активное сообщество любителей, которые продолжали играть в классические игры.
Фрайз, разрабатывая Halo 2600, был вынужден учитывать строгие ограничения аппаратного обеспечения Atari 2600. Так как система имела всего 128 байт оперативной памяти и размер игры был ограничен до 4 килобайтов, каждый элемент кода требовал тщательной оптимизации. Это ограничение сделало сложным даже создание графического изображения главного героя — Мастера Чифа. Однако Фрайз позже отметил, что такие ограничения могут служить стимулом для творческого процесса, сравнив процесс адаптации Halo под Atari 2600 с преобразованием романа в стихотворение или хайку. «Это, скорее, походило на написание стихов, нежели на стандартное программирование, — заявил он. — Все элементы должны были быть настолько же точными и совершенными. Если бы даже одна из этих уловок не существовала, если бы не было этого изысканного метода рисования спрайта или этого необычайно эффективного кода для отображения ракет, я бы не справился. Мне бы не удалось реализовать мои задумки на этой машине». В этом контексте он также упомянул фуги Баха и искусство оригами как примеры творчества в рамках самоустановленных ограничений. Размер финальной версии игры составил всего 4 килобайта.

## Приём и наследие
На выставке Classic Gaming Expo, проходившей в июле 2010 года, состоялся релиз игры Halo 2600. Помимо этого проекта, компания AtariAge представила ещё три новые игры для платформы Atari 2600: Duck Attack!, K.O. Cruiser и адаптацию аркадной игры Turbo, созданной Sega в 1981 году. Покупателям было предложено ограниченное число физических копий Halo 2600. Для современных компьютеров игра была адаптирована с использованием эмулятора.
Игра Halo 2600 получила в целом положительные отзывы. Рецензенты Kotaku и Destructoid посчитали её увлекательным времяпрепровождением. В свою очередь, 1UP.com назвал игру технологическим достижением, отметив, насколько основные элементы серии Halo были сжаты и оптимизированы для Atari 2600. Сайт TechCrunch охарактеризовал игровой процесс как «сырой», но «впечатляющий», упомянув ограничения по объёму памяти при разработке игры. Управление в игре получило одобрение от Destructoid, а журнал The Escapist выделил музыкальное сопровождение игры в стиле чиптюн. Обозреватель The A.V. Club обратил внимание на то, как «необычно» видеть современный хит в сильно упрощенной форме на архаичной игровой системе Atari 2600. Редакция журнала «Игромания» в 2014 году включила игру в десятку «крутых димейков». В мае 2022 года Евгений Лысенко из Игры Mail.ru добавил её в список «интересных демейков известных хитов».
Исходный код игры послужил основой для создания 8-битного постера с Мастером Чифом. В 2013 году версия игры на картриджах была переиздана с помощью компании AtariAge. В том же году игра Halo 2600 была включена в экспозицию «The Art of Video Games» Смитсоновского музея американского искусства.